# Caroline Burckle
Caroline Burckle (Louisville, 24 de junho de 1986) é uma nadadora norte-americana, ganhadora de uma medalha de bronze em Jogos Olímpicos.